# C'mon (B'z)
C'mon è il diciottesimo album in studio del gruppo rock giapponese B'z, pubblicato nel 2011.

## Tracce
1. C'mon – 4:16
2. Sayonara Kizu Darake no Hibi yo (さよなら傷だらけの日々よ) – 3:41
3. Hitoshizuku no Anata (ひとしずくのアナタ) – 3:43
4. Homebound – 4:11
5. Don't Wanna Lie – 4:05
6. DAREKA – 3:31
7. Boss (ボス) – 4:07
8. Too Young – 3:42
9. Pilgrim (ピルグリム) – 3:59
10. The Meister (ザ・マイスター) – 3:43
11. Dead End (デッドエンド) – 3:45
12. Meimei (Naming 命名) – 5:19
13. ultra soul 2011 – 3:49

## Formazione
- Koshi Inaba
- Takahiro Matsumoto